# Tales Don't Tell Themselves
Albums de Funeral for a Friend
Hours
(2005) Memory and Humanity
(2008)
Singles
1. Into Oblivion (Reunion)
Sortie : 7 mai 2007
2. Walk Away
Sortie : 23 juillet 2007

Tales Don't Tell Themselves est le troisième album du groupe gallois de post-hardcore Funeral for a Friend, publié le 14 mai 2007, par Atlantic Records.

## Liste des chansons
Toutes les chansons sont écrites et composées par Funeral for a Friend.
| No  | Titre                                     | Durée |
| --- | ----------------------------------------- | ----- |
| 1.  | Into Oblivion (Reunion)                   | 4:25  |
| 2.  | The Great Wide Open                       | 3:32  |
| 3.  | The Diary                                 | 3:40  |
| 4.  | On a Wire                                 | 3:59  |
| 5.  | All Hands on Deck: Part 1: Raise the Sail | 3:26  |
| 6.  | All Hands on Deck: Part 2: Open Water     | 3:48  |
| 7.  | Out of Reach                              | 3:34  |
| 8.  | One for the Road                          | 4:10  |
| 9.  | Walk Away                                 | 3:48  |
| 10. | The Sweetest Wave                         | 6:25  |